# Euboia (Tochter des Asopos)
Euboia (altgriechisch Εὔβοια Eúboia) ist eine Nymphe der griechischen Mythologie und eponyme Heroine der Insel Euböa.
Als Namensgeberin Euböas ist sie erstmals bei Aristoteles sicher bezeugt. Bei Eustathios von Thessalonike ist sie die Tochter des Flussgottes Asopos, Stephanos von Byzanz kennt sie ebenfalls, nennt aber keinen Vater. Nach Nonnos von Panopolis ist sie eine Geliebte des Meeresgottes Poseidon, die von ihm in die Insel Euboia verwandelt wurde.
Bisweilen wird sie mit der Najade Chalkis, Tochter des Asopos und der Metope, identifiziert, die namensgebend für die euböische Stadt Chalkis gewesen sein soll.
Nach Karl Tümpel ist ihre Sage mit der Übertragung des argivischen Io-Mythos nach Euböa entstanden, mit der auch die Ammen der Hera, unter ihnen Euboia, auf der Insel bekannt geworden seien. 